# 실비아 콜로카
실비아 콜로카(Silvia Colloca, 1977년 7월 23일 ~ )는 이탈리아의 배우, 오페라 가수, 작가이다.

## 출연 작품

### 영화
- 반 헬싱 (2004) - 베로나 역
- Dante's Hell Animated (2013) - 단편 애니메이션 이탈리아어 더빙
- 스팅: 외계거미의 지구침략 (2024)